# Eminence
Eminence ist eine brasilianische Metal-Band aus Belo Horizonte, die im Jahr 1995 gegründet wurde.

## Geschichte
Die Band wurde im Januar 1995 vom Gitarristen Alan Wallace Bello gegründet. Kurze Zeit später kamen der Sänger Beto Ferris, der Bassist Jairo Guedz (ehemals bei Sepultura tätig) und der Schlagzeuger Adolfo Americano hinzu. Noch im selben nahm die Gruppe ein erstes Demo auf, dem kurz darauf die EP Faces folgte. Nachdem eine weitere, nach der Band benannte EP im Jahr 1998 erschien, ging die Band im Winter auf ihre erste Europatournee. Im Jahr 1999 schloss sich mit Chaotic System über Cogumelo Records ihr Debütalbum an, wobei es in Europa bei Diamond Records erschien. Inzwischen hatte die Band zudem mit Renato Amarante einen zweiten Gitarristen. Etwas später verließ der Sänger Ferris die Band und wurde durch Wallace Parreiras ersetzt. Zudem verließen auch Americano und Amarante die Band. Der Posten des zweiten Gitarristen wurde nicht mehr besetzt, während mit André Márcio (Overdose) ein neuer Schlagzeuger zur Band kam. Danach begab sich die Band mit Produzent Neil Kernon ins Studio, woraufhin im Anfang 2004 das zweite Album Humanology über Timeless Productions erschien. Im Juni schlossen sich Auftritte zusammen mit Kataklysm und Graveworm in Europa an. Im Jahr 2005 hielt die Band weitere Konzerte ab und spielte dabei unter anderem auch in Hamburg zusammen mit Kataklysm, Gaveworm, Undercroft und Barritus. Im selben Jahr nahm die Band auch am slowenischen Metalcamp teil, an dem unter anderem auch Künstler wie Slayer, Soulfly, Anthrax, Hammerfall, In Extremo, Yngwie Malmsteen, Belphegor, Hatesphere, Kataklysm, Exciter, Obituary und Dissection teilnahmen. Im März 2006 verließ der Bassist Guedz die Besetzung und wurde daraufhin durch Rodrigo Nunes ersetzt. Danach begab sich die Band in die Ferretti Studios in Belo Horizonte, um das Album The God of All Mistakes aufzunehmen. Nach weiteren Aufnahmen im September 2007 unter der Leitung des Produzenten Tue Madsen, erschien das Album Ende März 2008 über Locomotive Records. Ein neues Album namens The Stalker erschien im August 2013, wobei hierfür Tue Madsen erneut als Produzent tätig war. Auf dem Tonträger ist Sepultura-Bassist Paulo Xisto Pinto Jr. als Gastmusiker zu hören.

## Stil
Auf der EP Faces spielte die Band Metal der als eine Mischung aus Coal Chamber, Pantera und Sepultura beschrieben wurde. Auf Chaotic System regierten chaotische Songstrukturen,  wobei das Album mit einer wilderen und härteren Version von Fear Factorys Demanufacture bezeichnet werden kann. Es werden viele durch den Computer erzeugte, als nicht für den Metal typische, Elemente verwendet, während der Gesang death-metal-typisch ist. Auf Humanology wird die Band als eine Mischung zwischen Slipknot und Soulfly beschrieben. Zudem wird das Album als eine Mischung aus Neo-Thrash- und Death-Metal bezeichnet, sodass die Musik als eine Mischung aus Bands wie alten Sepultura, neuen Machine Head, No Return, Mnemic und gelegentlich auch Slayer bezeichnet werden kann. Die Lieder auf dem Album The God of All Mistakes bewegten sich meist im mittleren, groovenden Geschwindigkeitsbereich, wobei die Stücke von zahlreichen Breaks durchsetzt wurde. Der Gesang variierte dabei vom aggressiven Shouting bis hin zum Sprechgesang.

## Diskografie
- 1995: Hunger (Demo)
- 1996: Faces (EP)
- 1998: Eminence (EP)
- 1999: Chaotic System (Album)
- 2004: Humanology (Album)
- 2008: The God of All Mistakes (Album)
- 2013: The Stalker (Album)